# Play for Today
Play for Today è stata una serie televisiva antologica drammatica britannica, prodotta dalla BBC e trasmessa su BBC1 dal 1970 al 1984. Durante la trasmissione, sono stati trasmessi più di trecento programmi, con spettacoli televisivi originali e adattamenti di spettacoli teatrali e romanzi. I singoli episodi avevano (con poche eccezioni) una durata compresa tra i cinquanta e i cento minuti. Una manciata di queste commedie, tra cui Rumpole of the Bailey, sono successivamente diventate serie televisive a pieno titolo.

## Storia
Lo show è stato il successore di The Wednesday Play, la serie antologica degli anni '60, il cui titolo è stato cambiato in Thursday quando il giorno della trasmissione è stato spostato al giovedì per far posto ad un programma sportivo. Alcuni lavori, proiettati in serie antologiche su BBC2, come Our Day Out (1977) di Willy Russell, sono stati replicati su BBC1 nella serie. I produttori di The Wednesday Play, Graeme MacDonald e Irene Shubik, sono passati alla nuova serie. Shubik continuò a lavorare per la serie fino al 1973 mentre MacDonald rimase fino al 1977 quando fu promosso. I produttori successivi includevano Kenith Trodd (1973–1982), David Rose (1972–1980), Innes Lloyd (1975–1982), Margaret Matheson (1977–1979), Sir Richard Eyre (1978–1980) e Pharic MacLaren (1974–1982).
Play for Today presentava drammi sociali realisti contemporanei, pezzi storici, storie fantastiche, biografie e occasionalmente fantascienza (The Flipside of Dominick Hide, 1980). La maggior parte delle pieces sono state scritte direttamente per la televisione, ma c'erano anche adattamenti occasionali da altre forme narrative, come romanzi e spettacoli teatrali.
Tra gli scrittori che hanno contribuito alle opere teatrali della serie sono da ricordare Ian McEwan, John Osborne, Dennis Potter, Stephen Poliakoff, Sir David Hare, Willy Russell, Alan Bleasdale, Arthur Hopcraft, Alan Plater, Graham Reid, David Storey, Andrew Davies, Rhys Adrian e John Hopkins.
Anche diversi registi di spicco hanno lavorato alla serie, tra cui Stephen Frears, Alan Clarke, Michael Apted, Mike Newell, Roland Joffé, Ken Loach, Lindsay Anderson, and Mike Leigh. Alcune delle commedie più ricordate trasmesse nel filone includono Edna, the Inebriate Woman (1971), The Foxtrot (1971), Home (1972), Bar Mitzvah Boy (1976), The Other Woman (1976), Abigail's Party (1977), Blue Remembered Hills (1979) e Just a Boys' Game (1979).
Alcune puntate della serie sono state trasformate in vere e proprie serie televisive, tra cui Rumpole of the Bailey, che è stata prodotta come una tantum nel filone Play for Today nel 1975 e tre anni dopo è diventata una serie per la Thames Television, interpretata di nuovo da Leo McKern. The Black Stuff di Alan Bleasdale, era un singolo spettacolo trasmesso dalla BBC2 nel gennaio 1980, che è stato sviluppato in Boys from the Blackstuff. L'episodio non ha mai fatto parte del filone Play for Today, sebbene sia stato replicato su BBC1 nello stesso anno come un singolo spettacolo.